# Tornimäe 7
Le Tornimäe 7  est une tour située dans le quartier de Maakri du  district Kesklinn à Tallinn, en Estonie.

## Présentation
Conçu par Meeli Truu, le gratte-ciel a été construit entre 2004 et 2007.
Le bâtiment de 30 étages est construit dans une structure monolithique en béton armé. La tour mesure environ 113 mètres de haut, mais elle est quelques centimètres plus basse que l'hôtel adjacent.
Le bâtiment abrite 181 appartements.
Le Tornimäe 7 et le batiment voisin abritant le Swissôtel Tallinn forment le complexe Tornimäe. 
L'adresse de la zone commune inférieure des tours julelles est Tornimäe 5.